# Halichoeres timorensis
Halichoeres timorensis är en fiskart som först beskrevs av Pieter Bleeker 1852.  Halichoeres timorensis ingår i släktet Halichoeres och familjen läppfiskar. IUCN kategoriserar arten globalt som livskraftig. Inga underarter finns listade i Catalogue of Life.